# Hoptillebrug
De Hoptillebrug (brug 1005) is een bouwkundig kunstwerk in Amsterdam-Zuidoost.
De Hoptillebrug, vernoemd naar de straat Hoptille weer vernoemd naar de Friese buurtschap Hoptille is een verkeersbrug in de Foppingadreef. Deze Foppingadreef is een van de hoofdverkeersaders in Amsterdam-Zuidoost en maakt verbinding met de Bijlmerdreef en Karspeldreef. 
Met de komst van het viaduct werd een voor voetgangers en fietsers een verbinding gemaakt richting het westen; het toen nog in de planning zijnde kantorenpark rondom de Hogehilweg met bijvoorbeeld het Atlas kantorencomplex. Er moest voor die verbinding ook een spoor- en metrotunnel aangelegd worden, die op historische foto’s nog te zien is. Tussen dreef en sporen lag lange tijd een braakliggend grasveldje. 
In het begin van de jaren tachtig liet de alsmaar groeiende AMRO Bank aan de Foppingadreef een groot kantorencomplex bouwen van 69.000 m². Dit ter vervanging van hun kantoor aan het Rembrandtsplein.  In 1987 ging dat gebouw ontworpen door Architectenbureau Van den Broek en Bakema open. De bouw was dermate volumineus dat het voet- en fietspad op dat tussenliggende terrein lag, verdween. De onderdoorgang in het viaduct werd nutteloos en werd afgesloten. Om illegale doorgang te blokkeren kwam er aan de zijde van de woonwijk een moestuin; de andere zijde werd afgesloten door middel van hekwerken. Het metro- en treinviaduct verdween in het geheel.
Het ontwerp van het viaduct was in handen van de architect Dirk Sterenberg en de Dienst der Publieke Werken die in de serie 1005-1038 vijftien soortgelijke viaducten ontwierp. Ze zijn herkenbaar aan het elektriciteitskastje in de onderdoorgang, afgeronde stootplaten en betonnen blokken in het wegdek.

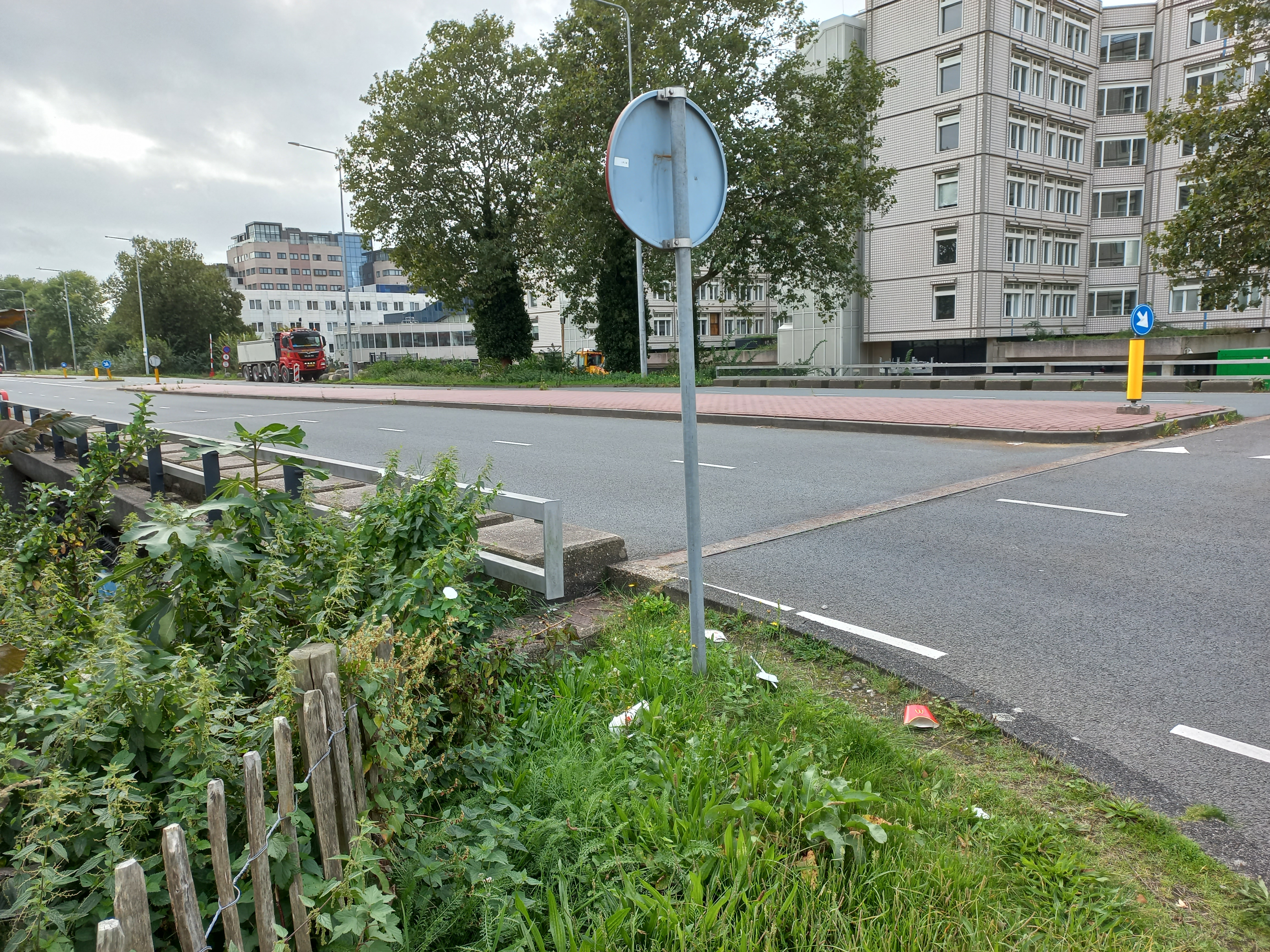
Betonblokken direct naast leuningen (september 2023)

<<< · 1000 · 1001 · 1002 · 1003 · 1004 · 1005 · 1006 · 1007 · 1008 · 1009 · 1010 · 1011 · 1012 · 1013 · 1014 · 1018 · 1028 · 1029 · 1030 · 1032 · 1033 · 1034 · 1035 · 1036 · 1037 · 1038 · 1039 · 1040 · 1041 · 1044 · 1045 · 1046 · 1048 · 1049 · 1050 · 1051 · 1062 · 1063 · 1064 · 1065 · 1066 · 1067 · 1076 · 1077 · 1078 · 1083 · 1090 · 1092 · 1093 · 1094 · 1095 · 1096 · 1097 · 1098 · 1099 · >>>
Brugnummers  1015, 1016, 1017, 1019, 1020, 1021, 1022, 1023, 1024, 1025, 1026, 1027, 1031, 1042, 1043, 1047, 1052/1053 (niet gebouwd), 1054, 1055, 1056, 1057, 1058, 1059, 1060, 1061, 1068, 1069-1075, 1079, 1080, 1081, 1082, 1084-1088, 1089 en 1091 (onbekend) zijn niet meer vergeven. De meesten daarvan zijn gesloopt in verband met sanering Zuidoost. Alle bruggen lagen en liggen in Zuidoost behalve bruggen 1000 en 1002.